# Gàu (nông cụ)
Gàu hay gầu là một công cụ dùng để tát nước vào ruộng lúa, gàu được làm bằng tre, nứa

## Phân loại
- Gàu sòng có hình trụ nửa ống, có cán, dùng cho một người tát nước ở ruộng bậc thấp
- Gàu dai có hình thúng và có dây thừng, dùng cho 2 người tát nước ở ruộng bậc cao.